# Nepenthes eymae
Nepenthes eymae är en tvåhjärtbladig växtart som beskrevs av Sh. Kurata. Nepenthes eymae ingår i släktet Nepenthes och familjen Nepenthaceae. Inga underarter finns listade i Catalogue of Life.

## Bildgalleri

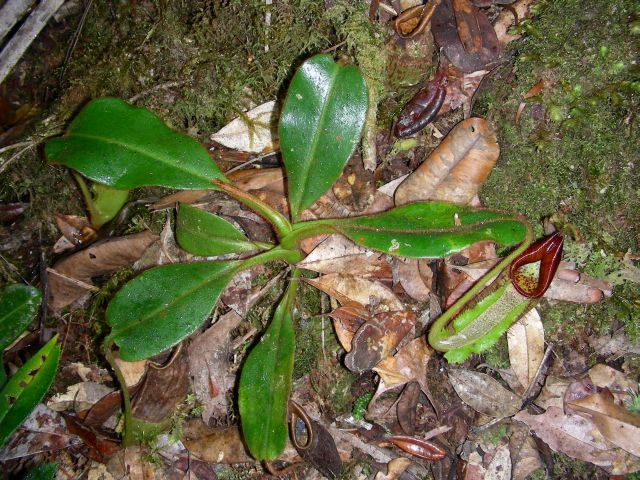
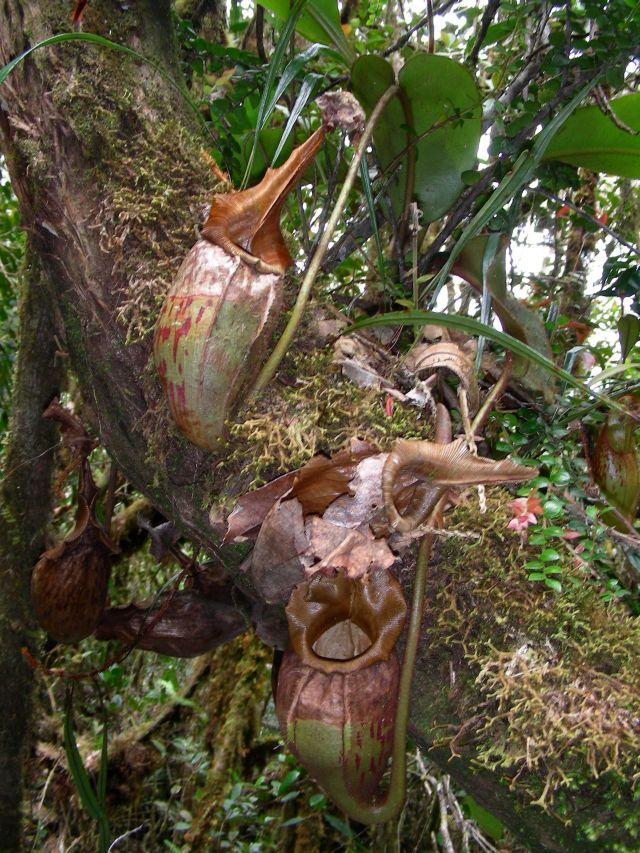
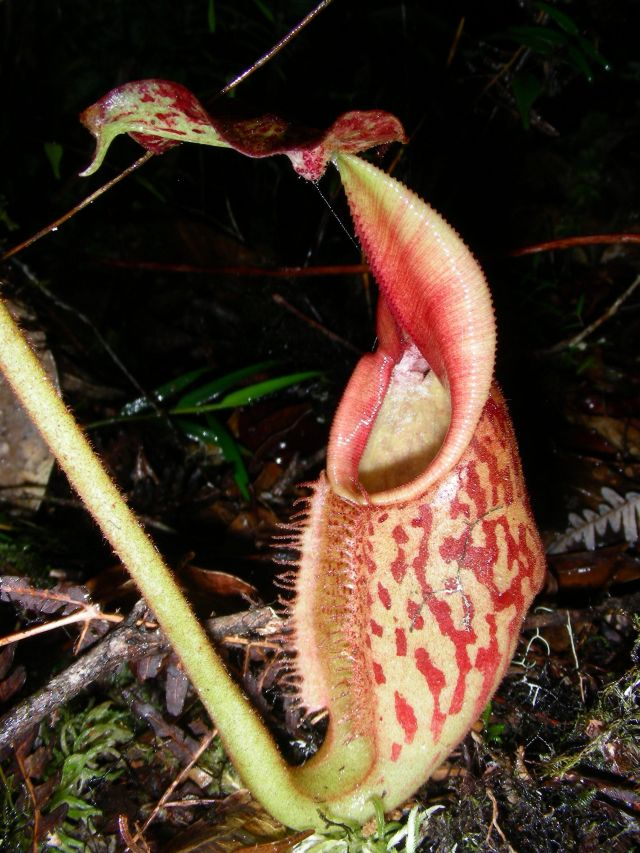
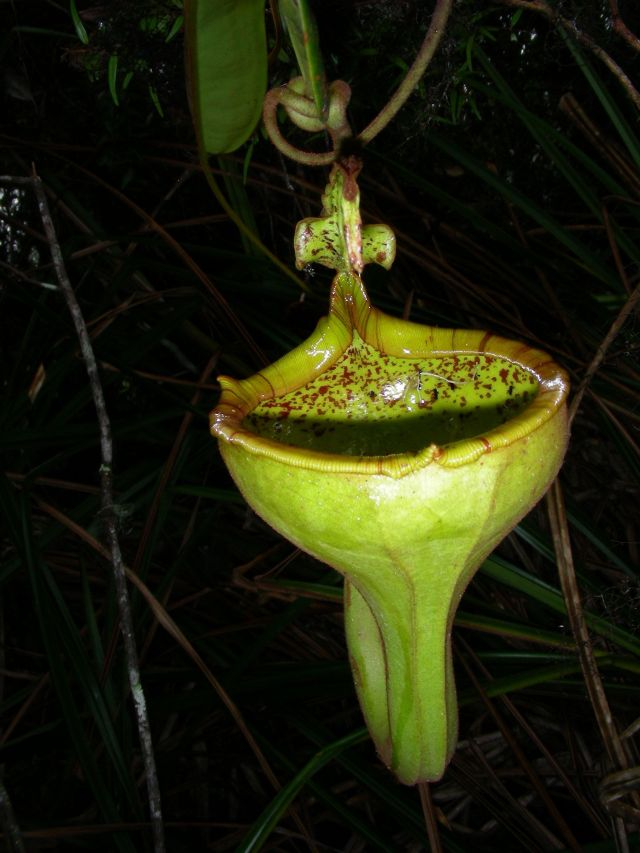
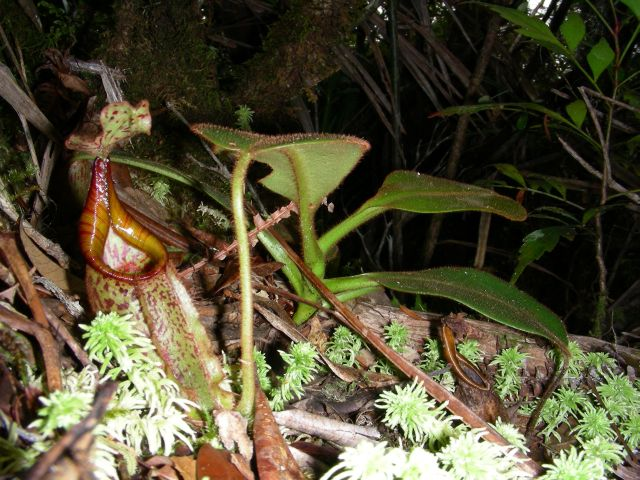
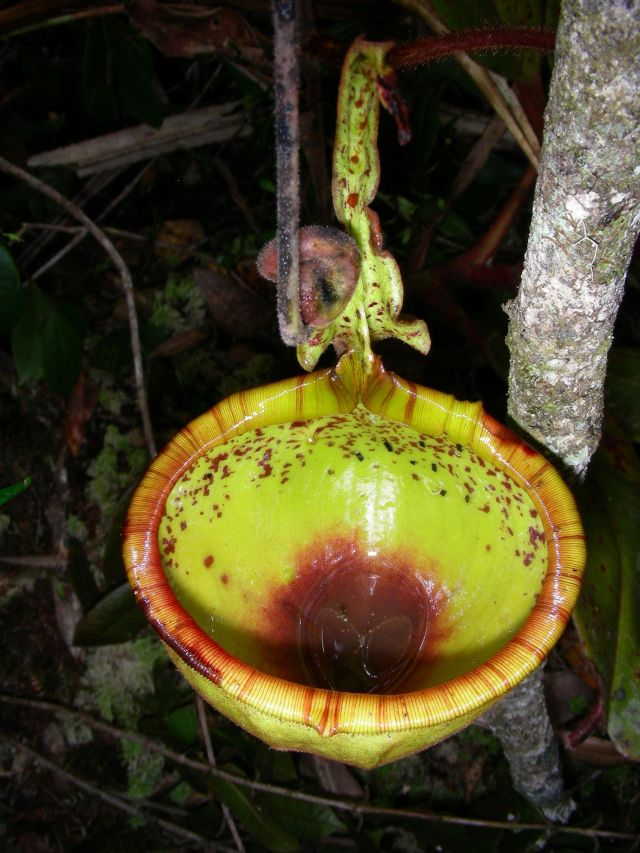